# VG (神经毒剂)
VG是一种“V系列”的神经毒剂，其化学性质类似于VX。1950年代中期，帝国化学工业将这种物质（用作杀虫剂）命名为Amiton。而Tetram是该物质的俄文译名。